# Gare de Danforth
La gare de Danforth est une gare de trains de banlieue à Toronto en Ontario. La gare est située sur Main Street au sud de Danforth Avenue dans l'est de Toronto. La gare est desservie par la ligne Lakeshore East de GO Transit, et adjacente à la station de métro Main Street de la ligne 2 Bloor-Danforth.

## Situation ferroviaire
La gare est située au point milliaire 328,6 milles (528,8 km) de la subdivision Kingston de Metrolinx, à trois voies, entre la gare Union de Toronto et la gare de Scarborough.
Trois voies sont posées le long de la subdivision Kingston entre Danforth et Guildwood, à la suite de la construction par GO Transit d'une voie supplémentaire lors de la construction des gares en 1967. La voie originale en direction est se trouve maintenant entre les voies extérieures utilisées par GO Transit. Entre Midland Avenue et St. Clair Avenue, la ligne rencontre la subdivision Uxbridge à Scarborough Junction. La subdivision Uxbridge transporte les GO trains vers Stouffville. Les trains à destination de Stouffville avaient l'habitude de desservir les gares de Scarborough et de Danforth sur leur trajet, mais ils circulent désormais en express, car les passagers de la ligne Lakeshore se pressaient pour faire descendre les clients de la ligne Stouffville de leur propre train.
À la gare de Danforth, il est possible de voir les vestiges du triage Midland, qui desservait les trains de marchandises du Canadien National jusqu'à l'ouverture du triage MacMillian en 1965. Sans le triage MacMillian, les trains qui sortaient du triage Midland, ainsi que d'autres triages le long de la ligne Lakeshore, auraient rendu impossible le service actuel du GO train. Ces sites sont maintenant des lieux potentiels de réaménagement, voire de garage des GO trains.
À l'ouest de Danforth, les trains de la ligne Lakeshore traversent des quartiers résidentiels ouvriers et en voie d'embourgeoisement pour se rendre au centre-ville de Toronto. Jusqu'à la fin des années 1990, il était possible de voir le long du parcours des « Helper Pockets », de courts tronçons de voies utilisés pour garer des locomotives supplémentaires afin d'aider les trains à gravir les pentes. La ligne est surélevée à l'ouest de Danforth, et l'arrière des bâtiments et les stationnements constituent le décor typique en bordure de voie. Le long du trajet, la gare de triage et les ateliers de Greenwood de la TTC se trouve au nord des voies. La ligne tourne progressivement vers le sud-ouest, traversant Gerrard Street et Queen Street, avant de tourner à nouveau vers l'ouest et de traverser la Don Valley Parkway et la rivière Don.
Au niveau de la rivière Don, la ligne rejoint la subdivision Bala, qui dessert les trains de la ligne Richmond Hill. Le réaménagement des terrains de Don est clairement visible ici, y compris le tramway de Cherry Street. au sud, à côté de Gardiner Expressway, la gare de triage de Cherry Street accueille les GO trains aux heures de pointe qui desservent la gare Union depuis l'est et le nord. Les trains ralentissent souvent ici, car ils passent par les aiguillages menant aux nombreux quais de la gare Union, et par un arrêt qui vide généralement le train, avant de le remplir à nouveau pour le trajet vers l'ouest.

## Histoire
Le Grand Tronc est arrivé dans ce qui est aujourd'hui Danforth Village en 1856, alors que la construction du chemin de fer progressait vers l'ouest, de Montréal à Toronto. La communauté, alors appelée Coleman's Corners, est restée sans gare pendant des décennies. À l'époque, elle ne comptait guère plus qu'un bureau de poste, un magasin général, et une auberge, et était probablement trop petite pour en justifier une. Avec l'augmentation de la population locale, la communauté a été rebaptisée « Little York », d'après le nom que portait Toronto avant 1834, la ville de York.
L'importance de Little York sur le chemin de fer a rapidement augmenté au cours des années 1880. Une gare a été construite pour la communauté par le Grand Tronc en 1883, d'abord simplement nommée « York ». Sa conception était relativement unique par rapport aux autres gares construites par le Grand Tronc entre Toronto et Montréal au cours des deux décennies précédentes, même si elle comportait peu d'embellissements architecturaux. Il s'agissait d'une structure rectangulaire en bois à un seul étage, avec un toit en croupe et une cheminée en brique à chaque extrémité. En raison de la surcharge des cours de triage du Grand Tronc au centre-ville de Toronto, une nouvelle cour de triage de 420 wagons a été construite au sud de la gare de York en 1884. Elle comprenait une rotonde de 31 postes, située directement en face de la gare, de l'autre côté des voies. Les installations étaient également nécessaires pour le garage et l'entretien des locomotives auxiliaires pour aider les trains à franchir la pente entre Little York et Port Union, qui s'éleve à environ 300 pieds jusqu'à un point à l'est de Scarborough Junction.
Little York a été fusionnée à Toronto en 1908, date à laquelle elle comptait une population d'environ 5 000 habitants. La communauté a changé son nom en Danforth en 1922 et la signalisation de la gare a changé en conséquence. À la même époque, le Grand Tronc était dans une situation financière précaire et, en 1923, il a été nationalisé et fusionné avec le nouveau Canadien National. Une consolidation des installations de locomotives dans la région de Toronto vers la fin de la décennie a entraîné la fermeture de la rotonde de Danforth dans les années 1930. Elle est restée abandonnée et clôturée pendant plusieurs années avant d'être démolie la décennie suivante. Le triage est resté en place pendant plusieurs décennies encore, mais le trafic marchandises a diminué jusque dans les années 1950, et beaucoup moins après l'ouverture du triage MacMillan du CN en 1965.
Comme le nombre de passagers a commencé à diminuer considérablement au cours de la deuxième moitié du XXe siècle, le gouvernement ontarien a commencé à exploiter le réseau GO en 1967 pour remplacer le service assuré auparavant par le CN entre Pickering et Oakville. Le réseau GO a d'abord desservi la gare originale de Danforth, mais celle-ci a été démolie en 1974 pour la construction d'une nouvelle gare à sa place.
GO Transit a construit une billetterie située au nord des voies et à peu près à mi-chemin entre le niveau des voies et le sommet du pont de Main Street. Des escaliers en bois permettaient d'accéder aux deux côtés du sommet du pont, une passerelle en bois sous le pont permettant d'accéder au côté ouest de la rue. Des arrêts de transport en commun situés au sommet du pont reliaient la gare de Danforth à la station Main Street du métro. GO Transit a retiré la billetterie peu de temps après avoir amélioré l'accessibilité de la gare avec une passerelle accessible aux fauteuils roulants et construit un nouveau bâtiment de la gare avec des toilettes, une salle d'attente intérieure, des ascenseurs et un passage souterrain pour les piétons entre 2000 et 2001.
La TTC a retiré les arrêts lorsque GO Transit a retiré les escaliers de chaque côté du pont. Le passage souterrain pour les piétons a été agrandi pour passer sous une troisième voie ferrée installée entre 2005 et 2008 pour relier la gare aux zones résidentielles situées au sud de la gare.
Cette gare a été identifiée par Metrolinx comme un centre de mobilité des transports, car il est situé à l'échangeur de deux ou plusieurs lignes régionales de transport en commun rapide, actuelles ou prévues.

## Service aux voyageurs

### Accueil
La billetterie de GO Transit est ouverte en semaine de 6 h à 20 h 45, les fins de semaine et jours fériés de 6 h 30 à 20 h 45. L'ambassadeur de la gare GO peut aider les clients à configurer un type de tarif ou à définir un trajet par défaut sur la carte Presto. Les clients disposent également d'options en libre-service, notamment l'achat d'un billet papier dans un distributeur automatique de billets, le chargement d'une carte Presto dans un distributeur automatique de billets compatible avec Presto, l'achat d'un billet électronique avec leur smartphone et le paiement au valideur avec une carte de crédit sans contact ou une carte Presto.
La gare est équipée d'une salle d'attente, des abris de quai, d'un téléphone payant, de Wi-Fi, et des toilettes. La gare est accessible aux fauteuils roulants.

### Dessert
À compter du 24 septembre 2022, les trains de Lakeshore East s'arrêtent à la gare toutes les 15 minutes en pointe et toutes les 30 minutes hors pointe. Les trains en direction ouest continuent au-delà de la gare Union vers Aldershot, Hamilton, West Harbour et Niagara Falls.

### Intermodalité
La gare de Danforth est desservie par la station Main Street de la ligne 2 Bloor-Danforth du métro, 300 mètres au nord de la gare. Les lignes de tramway 506 et 306 Carlton desservent la station 7 jours sur 7, 24 heures sur 24. Ainsi, les lignes de bus 20 Cliffside, 23 Dawes, 62 Mortimer, 64 Main, 87 Cosburn, 113 Danforth, 135 Gerrard desservent la station de métro. La ligne 300 qui relie station Kennedy, Warden Avenue, West Mall et l'aéroport Pearson après la fermeture du métro dessert les arrêts sur Danforth Avenue à Main Street.